# إريس (فنانة قصص مصورة)
إريس هي فنانة قصص مصورة كندية، ولدت في 8 يونيو 1983 في هال ‏ في كندا.